# POLD1
A DNS-polimeráz δ katalitikus alegysége (DPOD1, POLD1) a DNS-polimeráz δ POLD1 gén által kódolt része. A DNS követő szálának szintéziséért felel, de a vezető szálon is végez bizonyos módosításokat. A POLD1 a DNS-polimeráz- és az exonukleázdoméneket is tartalmazza, fontos második funkciót biztosítva az ellenőrzésben a DNS-szintézis pontosságának biztosításához és sok replikációval összefüggő DNS-javításhoz DNS-károsodás után.
A POLD1 aktivitását gátló csíravonal-mutációk számos öröklött rákhajlamban, bizonyos sporadikus rákokban és egy idő előtti öregedést, mandibularis hipopláziát, siketséget, progeroid jellemzőket és lipodisztrófiát okozó fejlődési szindrómában érintettek. A POLD1 tanulmányai a genomstabilitás fenntartását hangsúlyozzák ki a tumorigenezis korlátozásához. Nem ismert, hogy a POLD1 hibái okozta megnövekedett tumorigenezist a megnövekedett báziscsereszám vagy a villaösszeomlás és a kettősszál-törések (DSB) létrejötte okozza. 2012-es elemzések a POLD1 fontos funkcióiról számoltak be.

## Felfedezés
Az első DNS-polimerázt, a DNS-polimeráz I-et Arthur Kornberg és társai fedezték fel 1956-ban. 1976-ban Byrnes et al. felfedeztek egy harmadik DNS-polimeráz-aktivitást az emlőssejtekben, a polimeráz δ-t. Ezt nyulak eritroid hiperpláziás csontvelőjében fedezték fel, és 3’–5’-exonukleázként is működő DNS-polimerázként jellemezték. Ezen ellenőrző funkciót a DNS-polimerázok esetén 4 évvel korábban Kornberg és Brutlag írták le Escherichia coliban. A humán DNS Pol δ heterotetramer. 4 alegysége a POLD1 (p125), a POLD2 (p50), a POLD3 (p66) és a POLD4 (p12), az alternatív nevek a molekulatömeget jelzik kDa-ban. A katalitikus egységet a 125 kDa-os fehérjeként azonosították aktivitásfestéssel 1991-ben. Több csoport függetlenül klónozta a humán és az egér-POLD1-cDNS-t. Számos forrásból, például borjú-csecsemőmirigyből, humán méhlepényből és HeLa-sejtekből való kimutatása után kimutatták, hogy a DNS-javításban fontos.

## Gén
A DNS-polimeráz δ1, katalitikus alegység és a POLD1 a gén neve, illetve jele, melyet a Humángenom-szervezet (HUGO) Génnevezéktani Bizottsága (HGNC) nevezett ki. A POLD1 további nevei CDC2, MDPL, POLD és CRCS10, mintegy 34 kb hosszú, és a 19. kromoszóma q13.33 sávján van. Pontos helye a GRCh38.p2-ben az 50 384 290. és az 50 418 018. bázispár közt van a 19. kromoszómán. Egérortológja az egér 7. kromoszómáján van. A fő humán POLD1-átirat (NM_002691.3) 27 exont tartalmaz és a p125 (más néven A) alegység 1107 aminosavját kódolja. Egy hosszabb izoforma ismert az 592. aminosav után kereten belüli 26 aminosavas inzertációval (NP_001295561.1). Egy pszeudogén (LOC100422453) ismert a 6. kromoszóma q-karján. Az 1. táblázat a humán, egér-, Saccharomyces cerevisiae- és Schizosaccharomyces pombe-Polδ alegységeinek génneveit tartalmazza.
A POLD1 promoter a sejtciklus során szabályozva van, a POLD1-mRNS expressziója a G1/S fázis végén éri el maximumát a DNS-replikáció során. A POLD1-promoter GC-gazdag és nincs TATA boxa. E GC boxot tartalmazó promotert az Sp1 és kapcsolódó transzkripciós faktorok, például az Sp3 szabályozzák, amit 11 bázispáros ismétlődő kötőszekvenciák mediálnak. A promoter E2F-szerű szekvenciát tartalmaz a fő transzkripciókezdő hely közelében. Egy másik szabályzóelem, a sejtcikluselem/sejtciklusgén-homológ régió a kezdet után található, és a POLD1 transzkripciójához kell a G2/M fázis során az E2F1 és p21 által. A p53 a POLD1-transzkripciót közvetett p21-dependens p53-p21-DREAM-CDE/CHR-út-aktivációval szabályozza. Egy tanulmány szerint a p53 tumorszupresszor az Sp1-gyel verseng a POLD1-promoterhez való kötésért. A miR-155 miRNS a POLD1-et közvetetten, a FOXO3A szupressziójával gyengíti, melynek feltételezett kötőhelyei vannak a POLD1-promoterben (RTMAAYA, válaszelem).

## Fehérje

1. ábra: A Polδ-funkció sematikus ábrája a DNS-replikációsvillánál. A Polδ-komplex (p125, p50, p66, p12) a replikációs villával asszociál. Az ssDNS-ek replikációs fehérje A1-gyel (RPA, rózsaszín) asszociálnak. A Polα a primázhoz kötve elindítja a követőszál-szintézist (kék vonal), itt RNS-primert bővít a Polα, majd a Polδ. A vezető szál (fekete) a Polε-t és a 4 alegységből (Sld5, Psf1, Psf2, Psf3) álló GINS1-et (go-icsi-ni-szan) mutatja. A GINS kölcsönhat a Polε-nal a DNS-szintézis indításához. 2014-es tanulmányok szerint a Polδ a vezető szál szintézisében is fontos. A PCNA (piros gyűrű) mindkét polimerázt stimulálja. Az RFC–RPA komplex DNS-kapcsot tölt a PCNA-nak. A követő szál rövid Okazaki-töredékekben jön létre, melyeket ligázok kapcsolnak össze. A polimerázok által nem javított replikációs hibákat a posztreplikációs hibajavítás javítja.

A POLD1 a DNS-polimeráz α-hoz és ε-hoz hasonló B-családbeli szerkezetű. A humán POLD1 feltételezett N-terminális magi lokalizációs jellel rendelkezik (4–19. aminosav). A 304–533. aminosavak az exonukleáz- (2. ábra), az 579–974. a polimerázdomént adják. Az exonukleáz DEDDy-típusú DnaQ-szerű domén, mely a DNS-polimerázok B-családjában gyakori. E domén β-hajtűvel rendelkezik, mely segít a polimeráz- és exonukleáz-aktívhelyek közti váltásban hibás nukleotidbeillesztéskor.
A polimerázdomén legállandósultabb motívumai az A és a C. Ezek 2 katalitikus aszparaginsavat (DXXLYPS, D602; DTDS, D757) tartalmaznak, melyek az aktív helyen kalciumot kötnek. Az A motívum 11 aminosavból áll, melyek a nukleotidbeillesztésben és a foszfodiészter-kötés létrehozásában fontosak.
Az Y701 az Y567-hez hasonlóan működik az RB69 bakteriofág ortológjában sztérikus cukorkapuként, mely megakadályozza a ribonukleotid-bekerülést. A 711–715. aminosav LXCXE motívuma a pRB-kötést mediálja a G1 fázis során. A polimerázdomén állandósult KKRY motívummal (806–809) is rendelkezik, mely a kötéshez és a katalitikus funkcióhoz szükséges. A POLD1 a nukleóluszba kerülhet savasodáskor a nukleoláris elzáró szekvencia (NoDS) révén, mely a fehérjekódoló régióban lévő kis szekvenciamotívumokból áll. A C-terminális domén 2 állandósult ciszteingazdag fémkötő motívumot (CysA, CysB; 1012-től és 1083-tól) tartalmaz a PCNA-kötéshez, illetve a további alegységek aktiválásához. A CysB a citoszolikus vas-kén fehérjekomplex (CIA) által hozzáadott [4Fe-4S] csoportot koordinál, mely a mitokondriális vas-kén csoport (ISC) szerkezetét igényli. Az érést a magcélzó CIA1/CIA2B/FAM96B-MMS19 komplex mediálja, mely az apoproteinnel kölcsönhatva biztosít specifikus Fe-S-csoport-beillesztést.

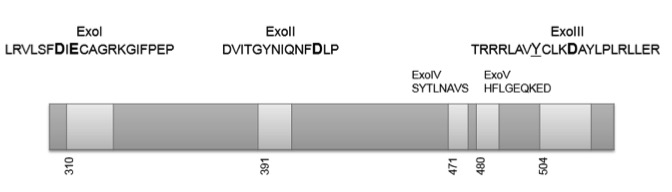
2. ábra: A humán p125 exonukleázdoménje állandósult motívumai. Az I–III. motívumok a B-családban állandósultak, a IV–V. pedig a δ és ε polimerázokban közösek. E domén 3 szekvenciamotívumot (ExoI–ExoIII) tartalmaz YX_{3}D mintával. A DEDD aminosavak ligandumok a katalízishez szükséges fémionokhoz, és félkövérrel szerepelnek (D316 és E318 az ExoI-ben, D402 az ExoII-ben és D515 az ExoIII-ban). A Y511 révén a p125 DDeDy-típusú exonukleáz Zuo–Deutscher-nevezéktan alapján, és ez szükséges a katalízishez.

Kötés- és asszociációs tanulmányok szerint a POLD2 erősen asszociál a POLD1-gyel. A POLD3 és a POLD2 egymással kölcsönhat, a POLD4 kölcsönhat a POLD1-gyel és a POLD2-vel. Az Sf9-sejtekben génkoexpresszióval előállított Polδ-heterotetramer a borjú-csecsemőmirigyből kinyerthez hasonlít, a teljes holoenzimet erősen stimulálja a PCNA. Számos tanulmány kimutatta, hogy míg a POLD1 polimeráz- és 3’–5’-exonukláz-ellenőrzőaktivitással is rendelkezik, a többi alegység ezeket, a DNS-kötő képességet és a működéshez fontos kölcsönhatásokat a PCNA-val és az RFC-vel növeli. A Polδ-holoenzimbe gyakran beleértik a PCNA-t és az RFC-t a 4 polimerázrész mellett.
Számos további tanulmány további kölcsönható partnert azonosított a DNS-replikációhoz és -javításhoz kapcsolódó funkciókkal. A 3. ábra ismert és feltételezett kölcsönhatásokat tartalmaz replikáció és javítás során. A website at Vanderbilt University provides additional interaction on important POLD1 protein structure and various classes of gene and protein interaction, based on criteria such as co-occurrence in a complex, direct physical interaction, regulatory relationship, and co-expression.
| Polimeráz δ-alegység                                                                                       | Humánfehérje-név | Homo sapiens      | Mus musculus   | Saccharomyces cerevisiae | Schizosaccharomyces pombe |
| --- | ---------------- | ----------------- | -------------- | ------------------------ | ------------------------- |
| A (catalytic)                                                                                              | p125             | POLD1-Chr 19q13.3 | Pold1-Chr 7B4  | POL3-Chr IV              | cdc6-Chr II               |
| B (accessory)                                                                                              | p50              | POLD2-Chr 7p13    | Pold2-Chr 11A2 | POL31-Chr X              | cdc1-Chr I                |
| C (accessory)                                                                                              | p66              | POLD3-Chr 11q14   | Pold3-Chr 7F1  | POL32-Chr X              | cdc27-Chr II              |
| D (accessory)                                                                                              | p12              | POLD4-Chr 11q13   | Pold4-Chr 19A  | -                        | cdm1-Chr II               |
| 1. táblázat: A DNS-polimeráz δ alegységeinek nevei és helyei ember, egér, S. cerevisiae és S. pombe esetén |                  |                   |                |                          |                           |

### Expresszió és szabályzás

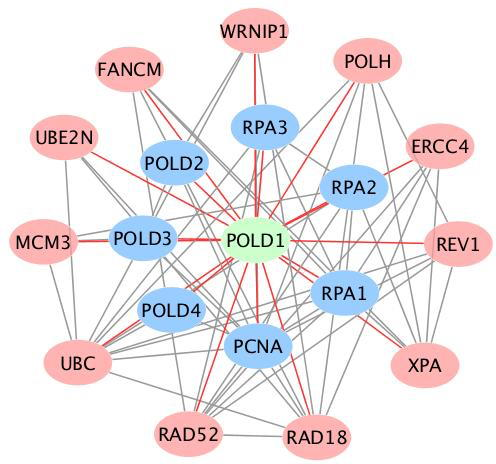
3. ábra: Ismert és feltételezett POLD1-partnerek a STRING-ből (kivonás dátuma: 2016. március 31.).). Középen a POLD1 (zöld), piros vonalak jelölik kölcsönhatásait. A kék ellipszisek a magkomplex további részeit, a rózsaszínek további feltételezett kölcsönhatásokat jelölnek a DNS-javításban és -replikációban. Szürke vonalak jelölik a különböző fehérjék közti kölcsönhatásokat. A hálózat Cytoscape-pel készült. A kölcsönhatások a BIND, DIP, GRID, HPRD, IntAct, MINT és PID adatbázisokból kinyert, a STRING által ellenőrzött nagy bizonyosságú kísérleti adatokat mutatnak. A kísérleti pontszámok az affinitáson és a kromatográfián alapuló assay-eken alapulnak.

A POLD1-et számos humán szövet expesszálja, különösen a szívéi és a tüdőéi. A sejten belül elsősorban a sejtmagban és a nukleoplazmában található.
A POLD1-mennyiség a szeneszcens humán bőrfibroblasztokban és az idős limfocitákban csökken. A POLD1-expresszió DNS-károsodáskor epigenetikailag szabályzott. Más tanulmányok kimutatták, hogy a POLD1-expressziót szabályozzák a miR-155, a p53 és a PVT1 hosszú nemkódoló RNS. DNS-károsodás vagy replikációs stressz (például ultraibolya fény, metil-metánszulfonát, hidroxikarbamid vagy afidikolin esetén a POLD4 gyorsan lebomlik. A p125 katalitikus aktivitása más a heterotetramerben (Polδ4, p12-vel) és a heterotrimerben (Polδ3, p12 nélkül). A heterotrimer termelése a p12 RNF8 E3-ligáz általi bontásától függ, mely a DSB-javításban és feltehetően a homológ rekombinációban (HR) fontos. Ezenkívül a CRL4Cdt2 le tudja bontani normál DNS-replikáció során és DNS-károsodás jelenlétében. A POLD4-et lebonthatja továbbá a μ-kalpain proteáz, mely a kalcium okozta apoptózisban fontos.
A POLD1 rendelkezik az acidózisra adott választ, a nukleóluszba való szállítást szabályzó NoDS-doménnel. Ez közvetlen kölcsönhatást igényel a p50-alegység és a WRN közt. A DNS-károsodásra adott válasz során a WRN a nukleóluszból kimenve szabadítja fel a Polδ-t. A POLD1 ezenkívül PDIP46/SKAR-ral és az LMO2-vel is kölcsönhat.

## Funkció

### DNS-replikáció
A DNS-replikáció sok enzimet és fehérjét, például több DNS-polimerázt igénylő erősen szervezett folyamat. A fő replikatív aktivitás az S-fázisban 3 polimerázon – a DNS-polimeráz α-n (Polα), δ-n (Polδ) és ε-on (Polε) alapul. Miután a DNS-polimeráz α elindítja a DNS-szintézist, a Polδ a követő, a Polε a vezető szálon folytatja a szintézist. Ezek nagyon magas hűséget biztosítanak a Watson–Crick-bázispárosodás és a 3’-exonukleáz- (ellenőrző) aktivitás révén. Egy 2015-ös tanulmány szerint a Polδ állíthatja elő a vezető szálat is. E polimerázok működése a többi replikációs faktorral összefüggésben fontos, mivel a hibáik esetén létrejövő mutációkat is megmagyarázza. A replikációs hűség fenntartása érzékeny egyensúly a DNS-polimeráz δ és ε hibái közt, az ellenőrzés és az MMR közt, valamint a két szál ribonukleotid-feldolgozásának megkülönböztetése. Élesztőben végzett kísérletek szerint a Polδ és a Polε homológjainak exonukleáz-mutációi mutátorfenotípust okozhatnak. A követőszál-szintéziskor létrejöt ssDNS-t az ssDNS-károsító anyagok célozhatják, továbbá az APOBEC-mutációk szelektív célpontja. DNA-binding proteins that rapidly reassociate post-replication prevent Polδ from repairing errors produced by Polα in the mature lagging strand. Yeast studies have shown that Polδ can proofread Polε errors on the leading strand.

### DNS-javítás
A POLD1-aktivitás több evolúciósan állandósult DNS-javító folyamathoz járul, beleértve a párhibajavítást (MMR), a transzléziós szintézist (TLS), a báziseltávolításos javítást (BER), a nukleotideltávolításos javítást (NER) és a kettősszáltörés-javítást. POLD1 mediates the post-incision steps in BER, NER and MMR. Polδ interacts with the MMR machinery to support post-replication proofreading of newly synthesized DNA, és a POLD1- és MMR-komponens-inaktiváló sejtek gyakrabban mutálódnak. Mint korábban szerepelt, a Polδ3 fordul elő gyakrabban, és DNS-károsodás során aktív. A Polδ3 a Polδ4-nél kevésbé hajlamos hibára, és jobban tudja a hibás párokat megkülönböztetni, jobban képes ellenőrzésre, azonban kevésbé tud bizonyos bázisléziókat áthidalni. Ehelyett a Polδ-ról a specializált DNS-polimeráz ζ-ra (Polζ) való váltás fontos a TLS-ben, mivel a p125 cseréje a Polζ katalitikus egységére, a p353-ra jobb áthidalási aktivitást tesz lehetővé. E folyamatban a POLD1 állandósult C-terminális doménje (CTD) a Polζ CTD-jével kölcsönhat, és a vascsoportjaik a POLD2-höz való kötést tartalmazó kölcsönhatásokat mediálnak, melyek lehetővé teszik a polimerázváltást a TLS során. Néhány 2012-es tanulmány szerint a Polδ–Polλ váltás is segíti a TLS-t és az oxidatív DNS-károsodás, például a 7,8-dihidro-8-oxoguanin átugrását.
A POLD1-hiány leállíthatja humán sejtek sejtciklusát a G1 és G2/M fázisokban. Ez általában a DNS-károsodás jelenlétét és a DNS-károsodási ellenőrzőpontok aktivációját okozza. A POLD1-hiányos sejtek érzékenyek a DNS-károsodásellenőrzőpont-kinázok, például az ATR és a CHEK1 gátlására. S. pombe esetén a HR-mechanizmusok újraindíthatják a leállt replikációs villákat a Polδ szálszintézise révén, de e nem alléles HR-mediált újraindítás hajlamos a hibákra, növelve a genominstabilitást. A Polδ strukturálisan és funkcionálisan kölcsönhat a WRN-nel, mely Polδ-t helyez a nukleóluszba. A WRN gén az autoszomális recesszív Werner-szindróma esetén mutált, felgyorsítva az öregedést és növelve a genetikai instabilitást. A WRN-nel való kölcsönhatás PCNA-függetlenül növeli a Polδ processzivitását. Így a WRN közvetlenül érinti a DNS-replikációt és -javítást, továbbá segíti a Polδ-mediált szintézist.
A DNS-károsodás megfelelő átugrása homológ rekombinációhoz hasonló mechanizmussal és templátváltással történhet, mely Pol δ-dependens DNS-szintézist használ.

## Klinikai jelentőség

### Rák
A DNS-javító fehérjék fontosak lehetnek a humán betegségekben, például a rákban. Ismertek csíravonal-mutációk az MMR-ben fontos DNS-javító fehérjékben (MSH2, MLH1, MSH6, PMS2) az öröklött nem polipózisos colorectalis rákban (Lynch-szindróma, LS), ahol mikroszatellit-instabilitás jellemző. Csíravonal-mutációkat fedeztek fel a POLD1 és a POLE, a Polε katalitikus alegységében, melyek az oligoadenómás polipózissal, a korai colorectalis rákkal (CRC), az endometriális rákkal (EDMC), a mellrákkal és agytumorokkal összefüggésben. A rákhoz kötődő legtöbb ismert POLD1-mutáció az exonukleázdoménben van. Az LS-sel szemben a POLD1-mutáns tumorok mikroszatellit-stabilitást mutatnak. Egyes adatok szerint a POLD1-tumorok más gének, például az APC és a KRAS irányító mutációival is összefüggnek. A POLD1 p.S478N misszenz mutációja az exonukleázdoménben káros és patogén. További POLD1-váltoatok is ismertek, melyek feltehetően károsak és további vizsgálat alatt állnak, ilyenek például a p.D316H, a p.R409W, a p. L474P és a p.P327L.
Gyermek betegeknél a POLD1 vagy a POLE kettős mutációi és a bialléles hibajavítási elégtelenség ultrahipermutált tumorfenotípusokat okoz. E fenotípusok jobb választ jelezhetnek az újabb rákterápiákra, azonban ez a POLD1 közvetlen elemzését igényli. Bouffet et al. 2 bMMRD-s glioblastomás testvérről számoltak be szomatikus POLE-mutációkkal (az egyiké P436H, a másiké S461P), akik állandósult választ mutattak az anti-programozottsejthalál-fehérje 1-gátló nivolumabra. A POLD1-mutációkat tanulmányozták sejtvonalakban és egérmodellben.  Például egy enzimfunkció-zavaró homozigóta Polδ-mutáció jelentősen nagyobb rákincidenciát okoz.

### MDPL
Káros POLD1-mutációk ismertek mandibuláris hipoplázia–siketség–progeroid jellemzők lipodisztrófiával (MDPL) szindrómában (OMIM 615381). Ritka, és kevés mutációkról szóló tanulmány ismert. A megfigyelt mutációk az exonukleáz- és polimerázdoméneket érintő régiókban vannak. 5 nem rokon de novo eset ismert azonos heterozigóta variánsban, ezek a c.1812_1814delCTC p.Ser605del (rs398122386). Az S605 az erősen állandósult A-motívumban van az aktív helyen. Ez nem gátolja a DNS-kötést, de befolyásolja a katalízist. Egy másik változat ismert egy másik betegben (p.R507C). Ez az ExoIII-ban van, és nincs teljesen leírva.
A POLD1 Ser605del és R507C variánsok ismertek atipikus Werner-szindrómás betegekben. Molekuláris ellenőrzés után ezeket átsorolták az MDPL-betegekhez. Az AWS és a Werner-szindróma is progeroid. Az első csíravonal-átadási példa egy anyában és egy fiúban jelentkezett a Ser605del mutációval.  2012-ben két független tanulmány azonos homozigóta POLE-splicingvariánssal rendelkező beteget írt le. Az egyik arcdiszmorfia, immunhiány, livedo és alacsony testmagasság (FILS) szindrómával rendelkezett. A másik tünetei súlyosabbak voltak. Ezek a polimerázgéneket érintő örökletes mutációkkal összefüggő egyre több fejlődési rendellenességhez tartoznak. A POLD1 korfüggő gyengülését megfigyelték, bár nincs ezzel összefüggő klinikai jelentőség. Tanulmányok folynak arról, hogy van-e kapcsolat ez esetek vagy mutációk és a rákhajlam közt. Jelenlegi mechanizmusok, melyek alapján a POLD1-hibák patogének, a genominstabilitást okozó replikációs hibákon és az ellenőrzőpont-aktiváción alapulnak, mely sejthalálhoz vagy szeneszcenciához vezet. Ezenkívül a Polδ összefügg a lamingokkal és a sejtmaghártyával a G1/S-megálláskor vagy a kora S-fáziskor; a laminok mutációi sejtmaghártyával kapcsolatos lipodisztrófiát okoznak az MDPL-hez és a Werner-szindrómához hasonló fenotípussal.

### Rákkockázat-elemzés és tesztelés
Az örökletes colorectalis rák (CRC) összefügg a POLD1 és a POLE ellenőrző részeinek mutációival, és néha „polimerázellenőrzés-asszociált polipózisnak” (PPAP) nevezik, de legalább 1 tanulmány azonosított nem polipózisos CRC-vel összefüggő mutációt. A POLD1-mutációk összefüggnek az endometriális rákra való hajlammal. Egy 2016-os tanulmány a POLD1-mutációkra való genetikai tesztelést javasolt például 20–100 adenóma előfordulása és az Amszterdam II-kritériumoknak megfelelő családi történet esetén colorectalis és endometriális rákokra. 2016-os klinikai tesztelési útmutatók 20–25 éves kortól 1-2 évente történő kolonoszkópiai és 3 évente történő gasztroduodenoszkópiai, valamint nőknél 40 éves kortól agy- és endometriálistumor-szűrést javasolnak. Tanulmányok folynak az egyes POLD1-mutációk okozta rákkockázatok elemzésére. Az adatok alapján e mutációk erősen penetránsak. Egy 2015-ös tanulmány szerint a Polδ- és ε-mutációk együtt fordulhatnak elő MMR-mutációk mellett. Ez teljes tesztelést irányoz elő MMR- és Pol-génekkel MSI-s betegekben is.
Több lehetőség van POLD1-mutációk diagnosztikai tesztelésére. Ez általában a POLD1 exonjait és a szomszédos nem kódoló régiók legalább 20 bázisát tartalmazza. Az ismert mutációkkal rendelkező családokban az egyhelyes tesztelés is elérhető a mutáció jelenlétének megerősítésére. E tesztek elérhetősége új lehetőségeket nyitottak a korábban genetikailag besorolatlanként vagy „X” típusúként besorolt colorectalis rákok azonosítására. Az MDPL-tesztekhez vannak erőforrások is.

## Fordítás
Ez a szócikk részben vagy egészben  a   POLD1 című angol Wikipédia-szócikk ezen változatának fordításán alapul.  Az eredeti cikk szerkesztőit annak laptörténete sorolja fel. Ez a jelzés csupán a megfogalmazás eredetét és a szerzői jogokat jelzi, nem szolgál a cikkben szereplő információk forrásmegjelöléseként.